# Lhotka (okres Žďár nad Sázavou)
Lhotka (německy Lhotka) je obec v okrese Žďár nad Sázavou v Kraji Vysočina. Žije zde 226 obyvatel. Lhotkou protéká potok Staviště, který je levostranným přítokem řeky Sázavy.

## Historie
První písemná zmínka o obci pochází z roku 1407. Od 1. července 1980 do 31. prosince 1991 byla obec součástí města Žďár nad Sázavou.

## Galerie

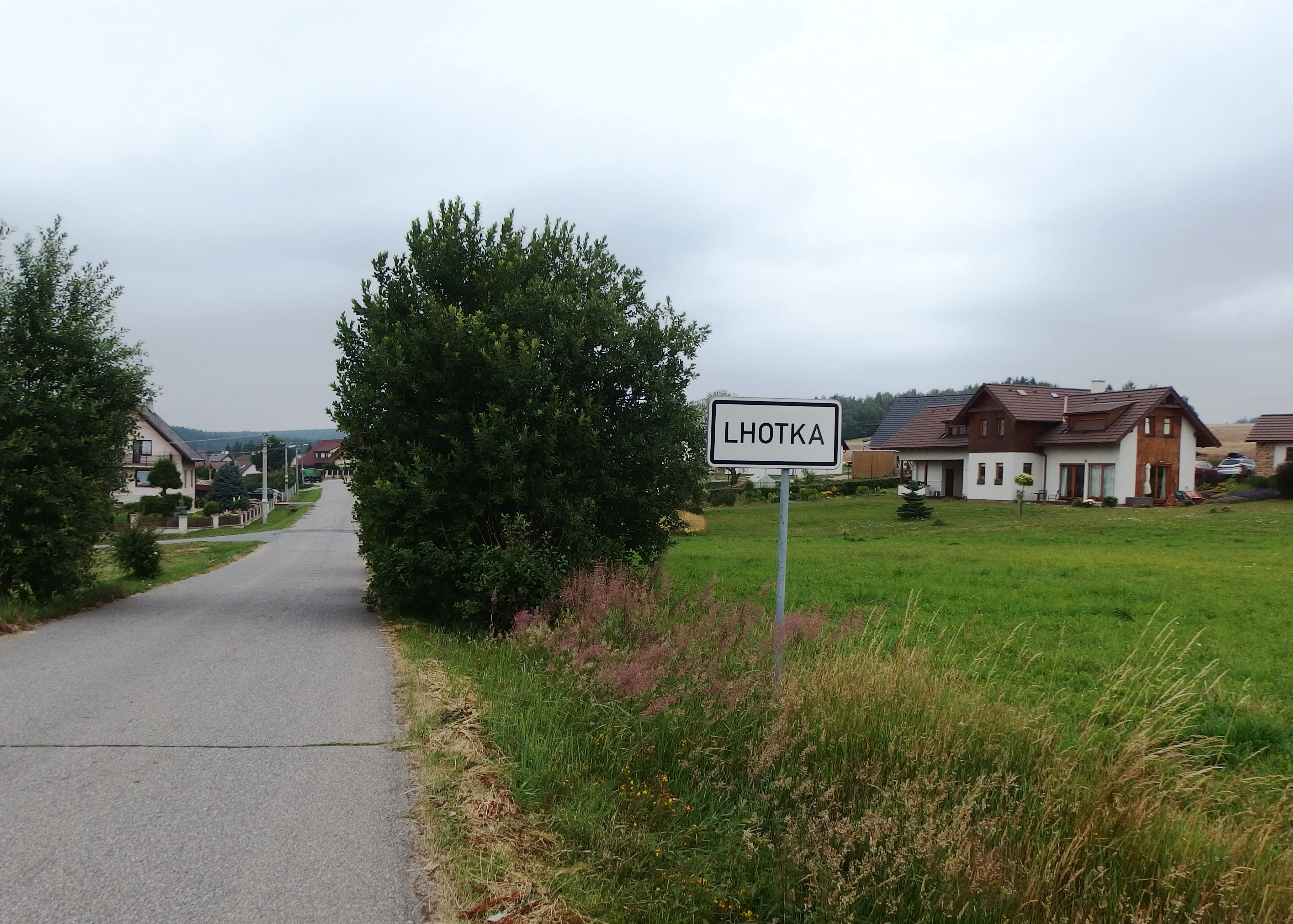
Příjezd od Veselíčka
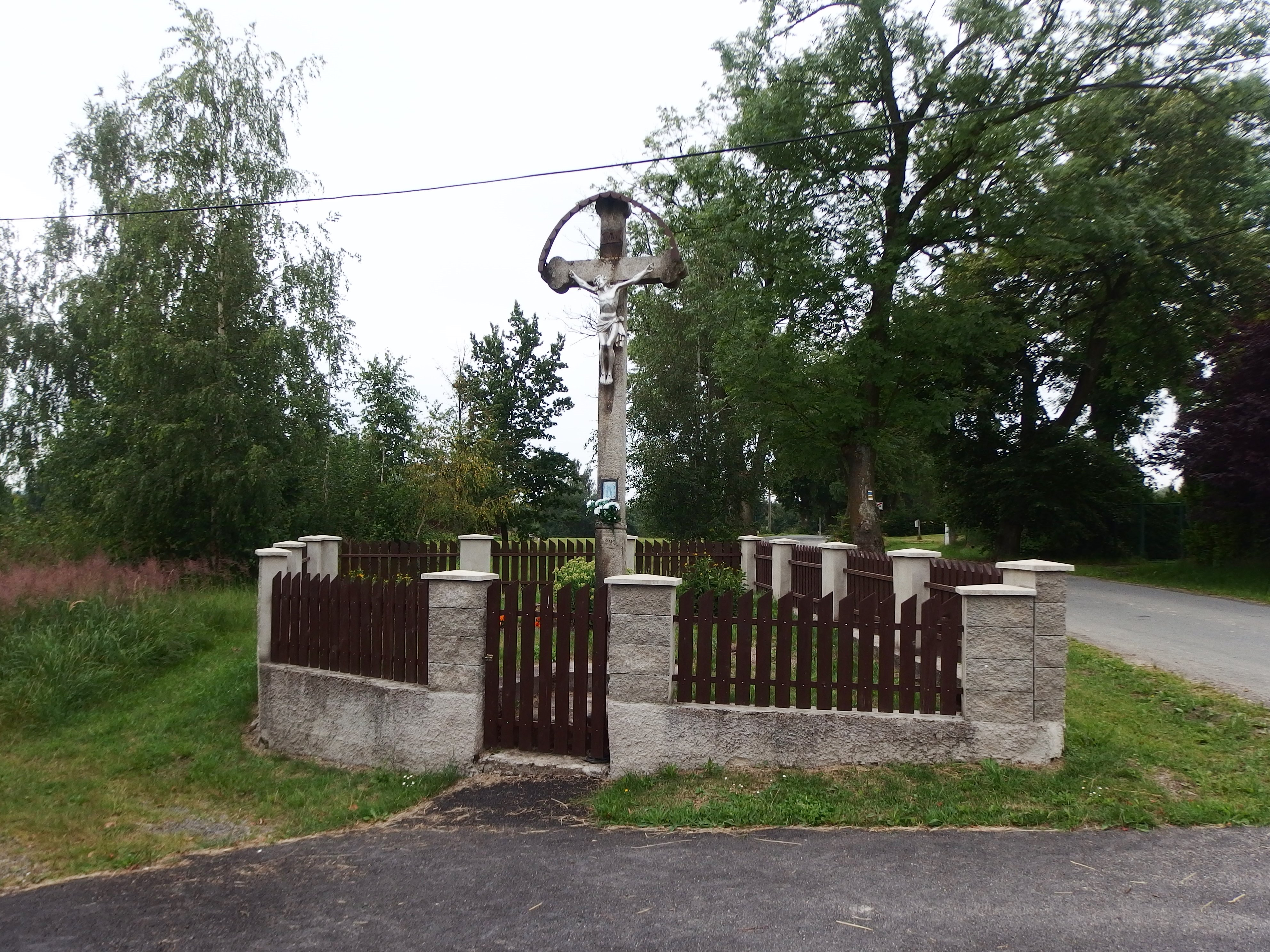
Památkově chráněný kříž, datovaný 1842
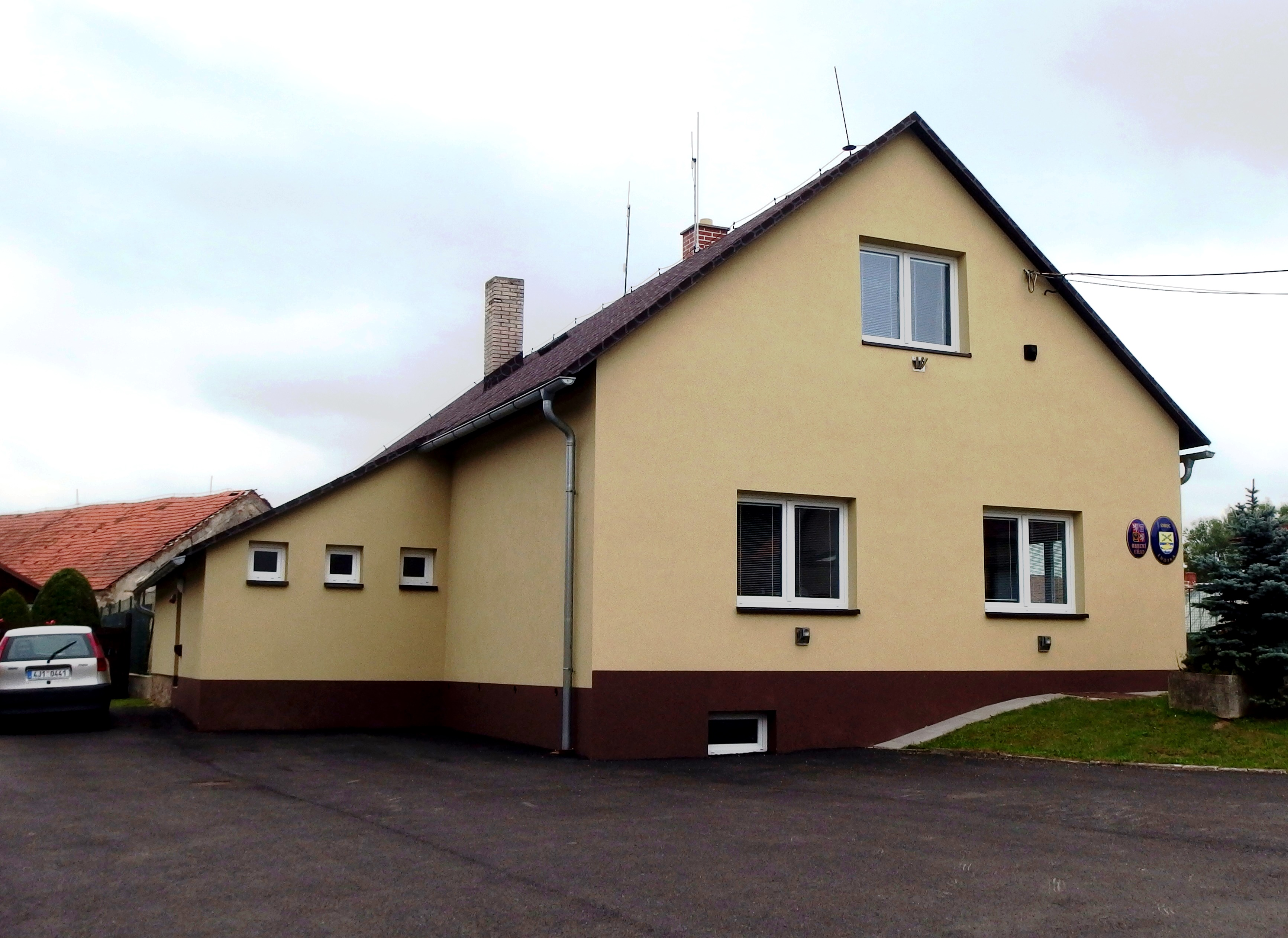
Obecní úřad
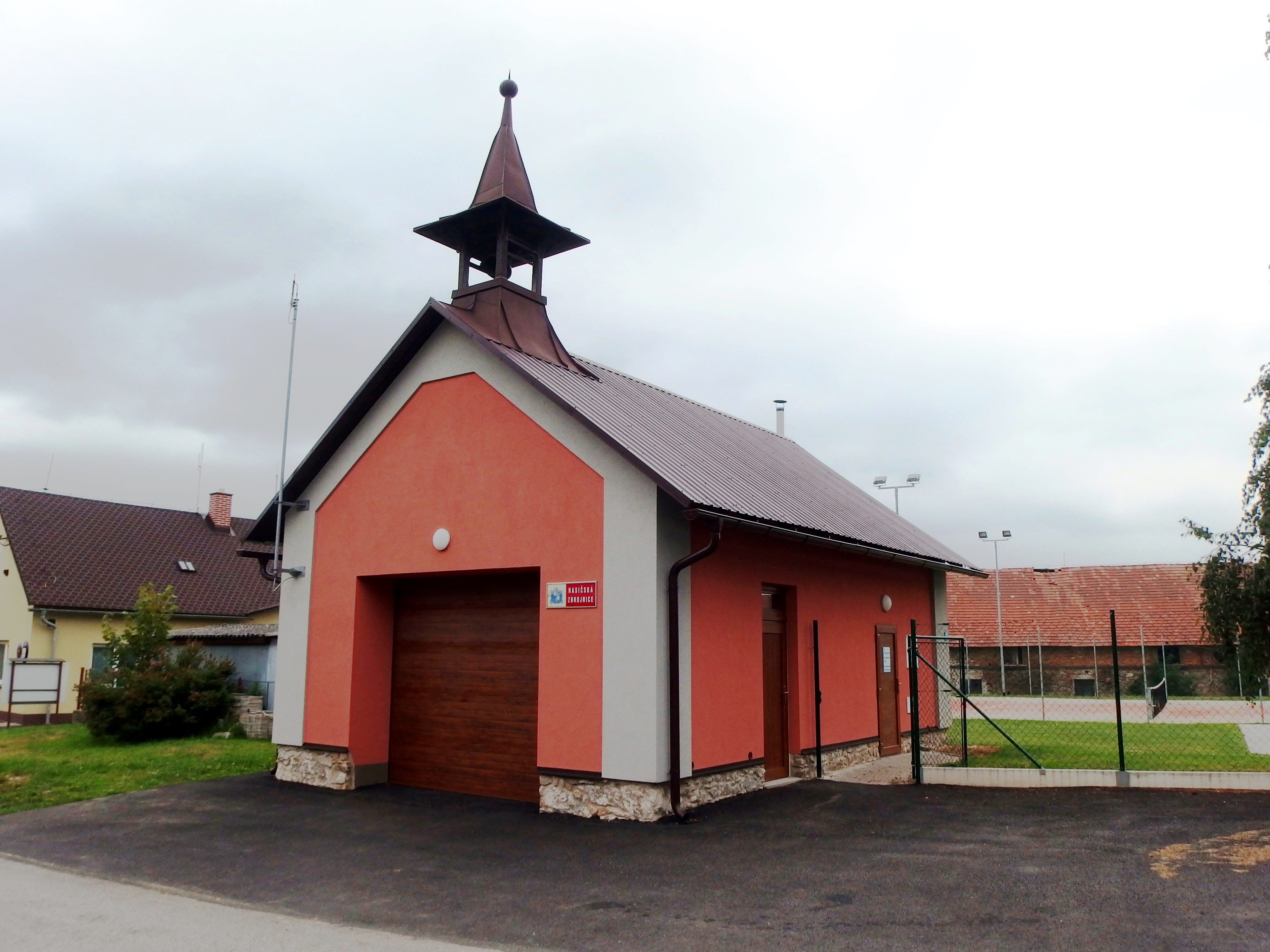
Hasičská zbrojnice

| Rok            | 1869 | 1880 | 1890 | 1900 | 1910 | 1921 | 1930 | 1950 | 1961 | 1970 | 1980 | 1991 | 2001 | 2006 | 2013 |
| Počet obyvatel | 341  | 327  | 306  | 307  | 305  | 282  | 265  | 266  | 253  | 218  | 178  | 145  | 138  | 158  | 208  |

## Pamětihodnosti
- Kříž u silnice